# Sortedam Gymnasium
Sortedam Gymnasium var et gymnasium i København. 
Gymnasiet blev grundlagt af Hanna Adler i 1893 som H. Adlers Fællesskole og havde til huse på Sortedam Dossering. Det var Københavns første fællesskole for drenge og piger og tilbød undervisning fra grundskolens 1. klasse til studentereksamen. Hanna Adler skænkede skolen til Københavns Kommune i 1918, hvorefter skolen efter Adlers ønske forblev fællesskole og beholdt alle klassetrin. Sortedam Gymnasium blev nedlagt 1992, og skolens bygninger har siden rummet folkeskolen Sortedamskolen, H. Adlers Fællesskole.

## Kendte studenter
- 1906: Inge Lehmann, seismolog
- 1913: Paul V. Rubow, litterat
- 1920: Niels Munck, ingeniør og direktør
- 1921: Bjarne Forchhammer, teaterdirektør
- 1922: Helge Olrik, dommer
- 1922: Edel Saunte, landsretssagfører og borgmester
- 1923: Jens Vibæk, forstander
- 1924: Hans Bertelsen, diplomat
- 1925: Hans Erling Langkilde, arkitekt
- 1927: Jannik Bjerrum, professor, dr.phil.
- 1928: Finn Trier, direktør
- 1928: Ellen Vibæk, overlæge
- 1929: Niels Børge Hansen, embedsmand
- 1929: Estrid Ottesen, læge
- 1931: Jørgen Henrik Gelting, professor, dr.polit.
- 1931: Bent Jacobsen, højesteretssagfører
- 1932: Lise Engbæk, læge
- 1932: Aage Kierkegaard, overlæge, dr.med.
- 1933: Vagn Loft, foreningsmand
- 1936: Hans Bohr, læge
- 1936: Jon Palle Buhl, højesteretssagfører
- 1938: Erik Bohr, ingeniør
- 1938: Carl N. Dyrberg, underdirektør
- 1940: Aage Bohr, fysiker
- 1942: Ernest Bohr, landsretssagfører
- 1942: Knud Møller, ingeniør og direktør
- 1943: Jens Kistrup, kritiker
- 1946: Steen Langebæk, og direktør
- 1951: Vibeke Woldbye, kunsthistoriker
- 1952: Hanne Reintoft, socialrådgiver og politiker
- 1958: Bent Iversen, professor, lic.jur.
- 1958: Dea Trier Mørch, kunstner, forfatter
- 1959: Hans Vammen, historiker, lektor
- 1963  Lone de Neergaard, overlæge
- 1966: Suzanne Giese, forfatter
- 1966: Dorte Olesen, professor, dr.scient.
- 1978: Juliane Preisler, forfatter